# カナダ教育連盟
カナダ教育連盟（カナダきょういくれんめい、英: Canadian Education Alliance）は、カナダの教育に関する非営利組織である。

## 概要
質の高いカナダの教育を日本に紹介し、個人留学や研修旅行の受け入れを積極的に行なうことによって、カナダの教育をさらに進歩活性化させることを目的とし、カナダ人の教育者によって1996年1月に設立された非営利組織｡
カナダ教育連盟には高等学校、語学学校、カレッジ、大学、総合研修センターを含む約60の加盟校が存在する。各加盟校はESLなどの語学研修に加え、豊富な学習課程を設けている。「語学習得」“プラス”キャリアトレーニングやスポーツ、環境学、カナダ文化、芸術など、教育的で楽しいプログ ラムの中から希望のコースを選べるのがカナダ教育連盟の特徴である。
またバンクーバー、東京、大阪に事務所を設置している。